# Bižbuljak
Bižbuljak (in russo Бижбуляк?; in baschiro Бишбүләк) è un villaggio della Russia europea orientale, situato nella Repubblica autonoma della Baschiria; appartiene al rajon Bižbuljakskij, del quale è il centro amministrativo.
Il villaggio si trova nel sud-ovest della Baschiria, nella parte meridionale delle alture di Bugul'ma e Belebej, al confine con l'oblast' di Orenburg.